# Pistolet maszynowy KGP-9
KGP-9 – węgierski pistolet maszynowy zaprojektowany w zakładach Fegyver és Gázkészülékgyár (FÉG). Po raz pierwszy zaprezentowany w 1993 roku na targach wojskowo-policyjnych C+D w Budapeszcie. Od 2000 roku produkowany seryjnie. Znajduje się na uzbrojeniu węgierskiej policji.

## Opis konstrukcji
Pistolet maszynowy KGP-9 działa na zasadzie odrzutu zamka swobodnego. Zamek teleskopowy, w przednim położeniu otacza lufę, wyposażony w iglicę przerzutową. KGP-9 strzela z zamka zamkniętego (kurkowy mechanizm uderzeniowy) ogniem pojedynczym i seriami. Przełącznik rodzaju ognia połączony z bezpiecznikiem umieszczony przed spustem, wewnątrz kabłąka spustowego. Komora zamkowa tłoczona z blachy. Rękojeść przeładowania umieszczona w lewej, górnej części komory zamkowej, nieruchoma w czasie strzelania. Zasilanie z magazynków o pojemności 25 naboi. Przyrządy celownicze składają się z muszki i celownika przerzutowego o nastawach 75 i 150 m. Łoże i chwyt pistoletowy z tworzywa sztucznego. Kolba w kształcie litery T składana na prawą stronę komory zamkowej. Możliwa jest wymiana lufy na dłuższą; w takim wypadku KGP-9 staje się karabinkiem o dłuższym zasięgu od standardowego pistoletu maszynowego.